# Éneto

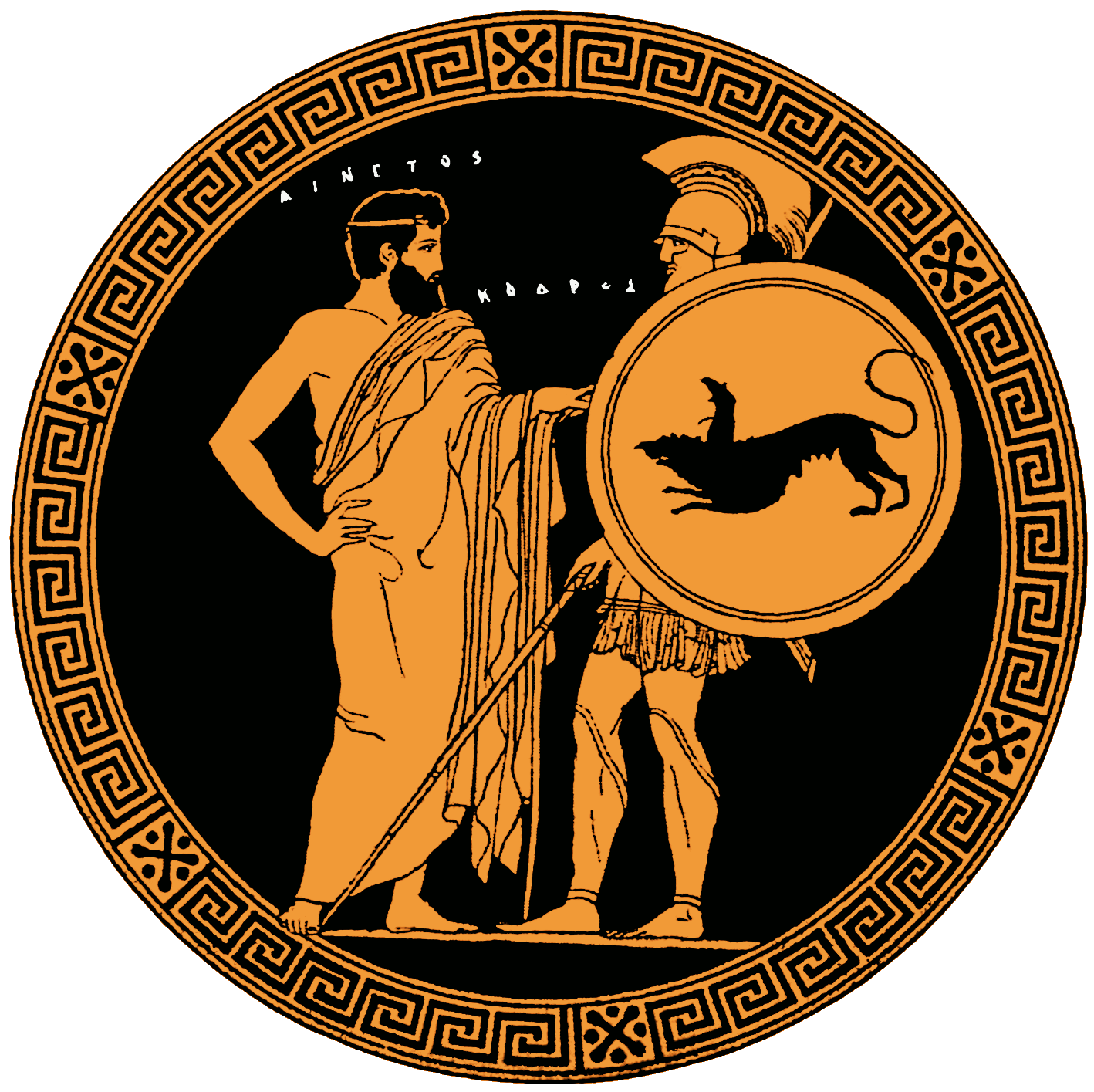
Éneto y Codro.

En la mitología griega, Éneto o Aeneto (en griego Aἰνετὸς, Ainetós) es uno de los hijos de Deyón, hijo de Eolo, y de Diomede, hija de Juto. A pesar de la celebridad de sus padres y hermanos, de él nada más se sabe. West creen que Éneto es un nombre de formación tardía por lo que es probable que fuera una invención de Apolodoro.